# アオイドス
アオイドス（古代ギリシア語: ἀοιδόςもしくはἀῳδός）は、古代ギリシアの歌手、吟遊詩人を指す言葉である。現代のホメーロス研究においては、『イーリアス』と『オデュッセイア』を作り上げたとされる熟練した叙事詩の口承詩人を指す学術用語としても使われている。

## 『イーリアス』と『オデュッセイア』における歌と詩

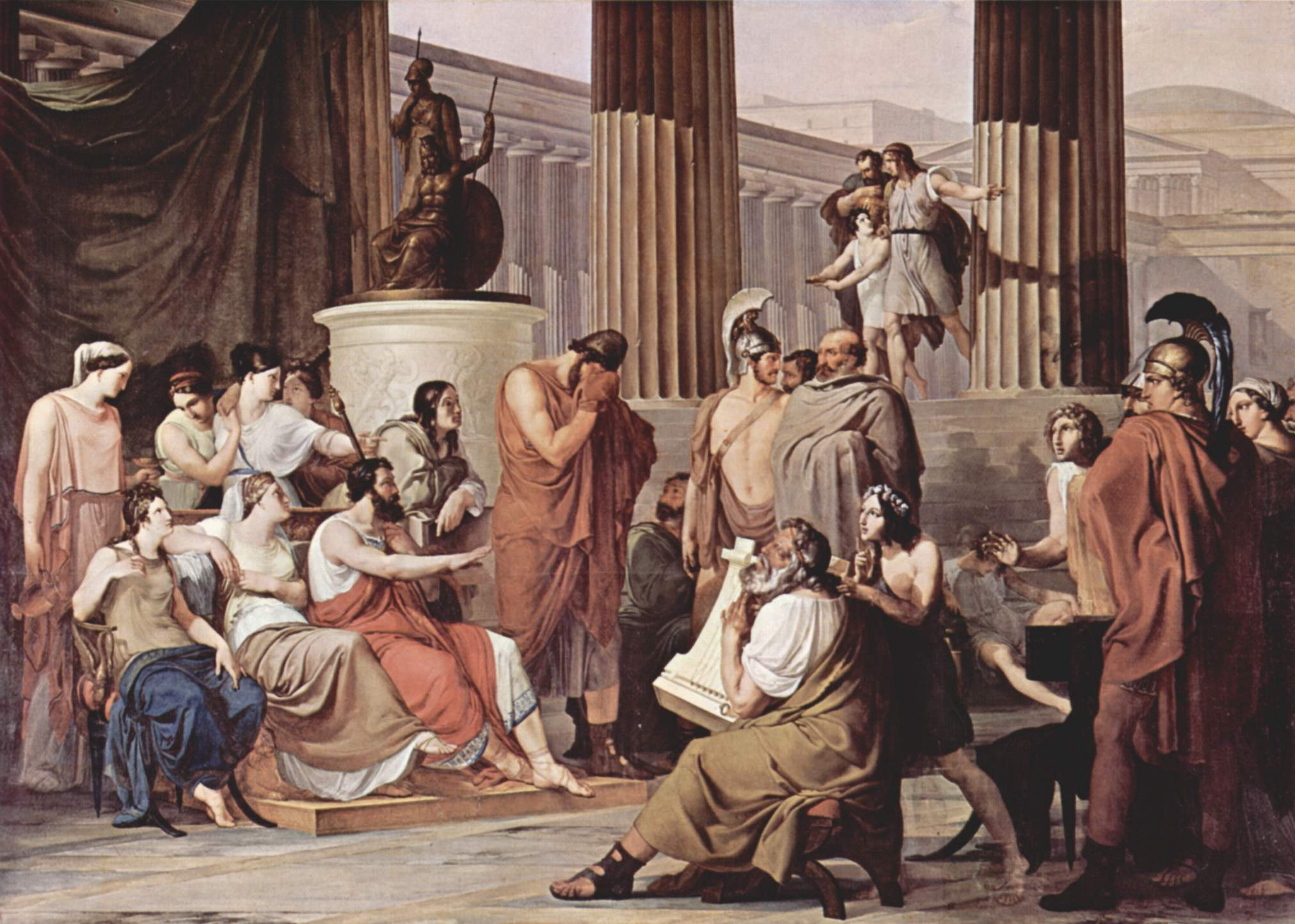
デーモドコスの歌を聴き涙するオデュッセウス。フランチェスコ・アイエツ画(1813-1815)

古典ギリシア語で「歌い手」を意味する「アオイドス」は、「歌う」を意味する動詞「アエイデイン」（ὰείδειν）もしくは「アデイン」（ᾄδειν）から派生した動作主名詞である。『イーリアス』と『オデュッセイア』の中で、この語は詩に関連してさまざまな形で複数回出現している。
- 『イーリアス』 第18歌490-496（アキレウスの盾）：笛、リラ、踊りを伴う祝婚歌。
- 『オデュッセイア』 第23歌133-135：歌い手ペーミオスのリードによる踊りを伴う祝婚歌。結婚式があった訳ではないが、オデュッセウスは求婚者たちを殺戮している間、これが祝祭であると外部に思わせようとした。
- 『イーリアス』 第18歌567-572（アキレウスの盾）：葡萄の収穫に合わせて子供が歌いリラを演奏する。歌は『リノス（英語版）』。
- 『イーリアス』 第18歌593-606（アキレウスの盾）：若い男女が歌と踊り「モルペー」に参加する。
- 『オデュッセイア』 第8歌250-385：若い男女が歌と踊り「モルペー」に加わる。デーモドコスが歌い、リラを奏でる。歌はアレースとアプロディーテーの情事に関するもの。
- 『イーリアス』 第22歌391-393：アキレウスの若い戦士たちが、ヘクトールの遺骸を船まで引きずりながら、（自己）賞賛の歌「パイエオン」を歌う。
- 『イーリアス』 第24歌720-761：トロイアでは、ヘクトールの遺骸を前に歌い手たちが哀歌を先導し女たちが嘆き悲しむ。個別に哀歌を歌う3人の女はアンドロマケー、ヘカベー、ヘレネー。
- 『イーリアス』 第19歌301-338：ギリシア方の野営では、パトロクロスの遺骸を前に、まずアキレウス、それからブリーセーイスが、それから女たちが歌い、もう一度アキレウスが歌い、最後に老人たちが歌う。
- 『オデュッセイア』 第24歌58-62：ギリシア方の野営では（アガメムノーンの幽霊が語るところによると）、海のニュンペーたちがアキレウスの遺骸を前に哀歌（ラメント）を歌い、ムーサたちが返歌し、全ギリシア人が続いた。
- 『イーリアス』 第9歌186-191：アキレウスがリラを弾きながら「気を紛らわし、英雄たちの功績を歌う」。聴き手はパトロクロスただ一人である。
- 『オデュッセイア』 第1歌150-340：ペーミオスが、夕食の後に、求婚者たちのためにトロイアからの帰還の物語歌を歌う。
- 『オデュッセイア』 第8歌73-75：アルキノオスとその客たちのために、デーモドコスが夕食後にオデュッセウスとアキレウスの争いの物語歌を歌う。
- 『オデュッセイア』 第8歌536-538：同じく、アルキノオスとその客たちのためにデーモドコスが夕食後にトロイアの木馬の物語歌を歌う。

## 歌い手という職業

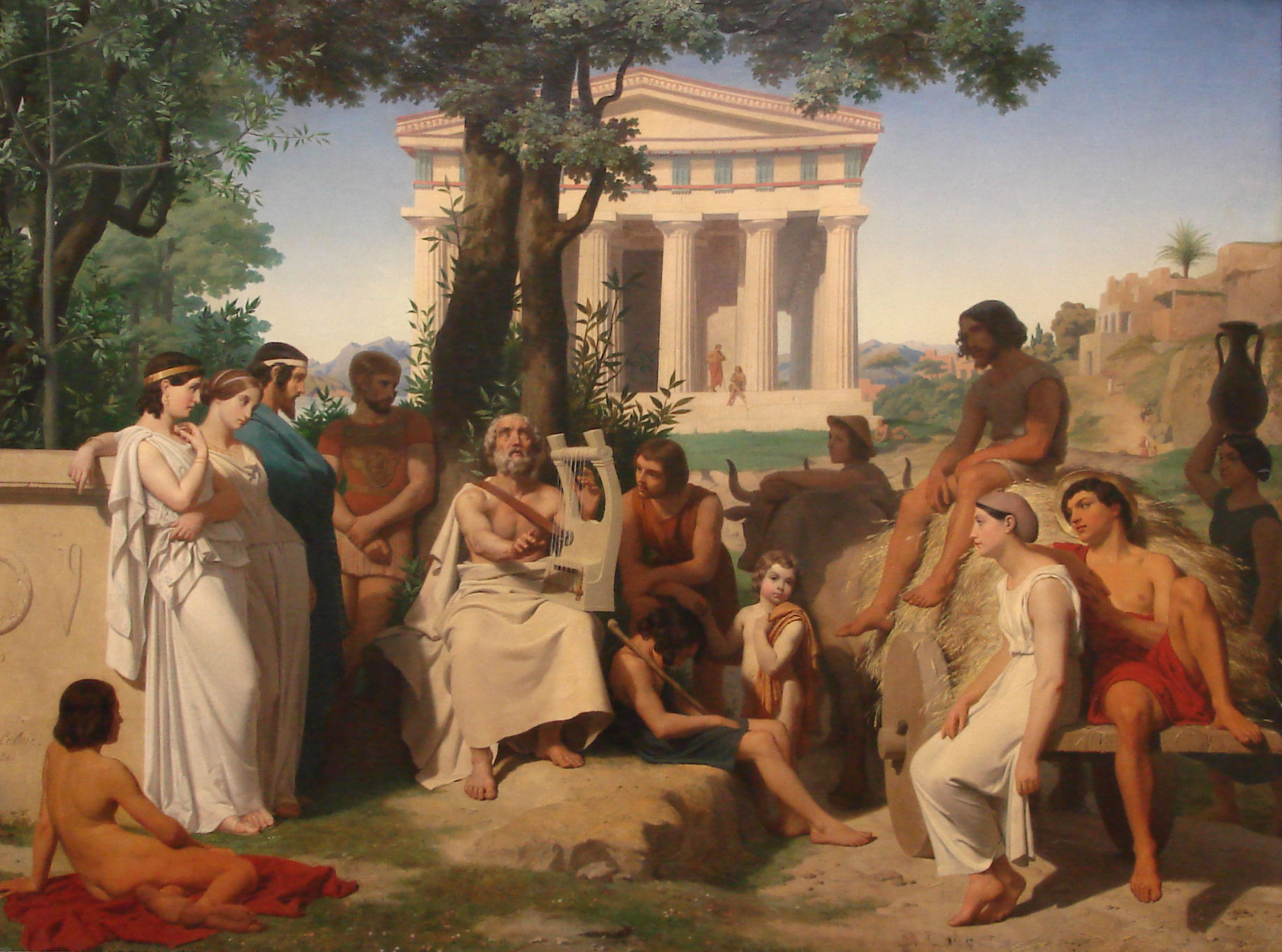
オーギュスト・ルロワール『ホメーロス』(1841)

これらの詩の中で描かれている世界では、筆記は実質上知られていなかった（ベレロポーンの物語という1つの小さなエピソードの中で筆記の使用が仄めかされてはいる）――全ての詩は「歌」であり、詩人たちは「歌い手」であった。時代が下り、紀元前5-4世紀になると、叙事詩の実演は「ラプソディア」、その演者はラプソドスと呼ばれるようになったが、これらの語は初期の叙事詩にも同時代の抒情詩にも出現しないので、ヘーシオドスや、『イーリアス』と『オデュッセイア』の詩人（たち）が自分自身をラプソドスと考えていたか否かは分からない（ヴァルター・ブルケルトは、「ラプソドス」というのが本質的に、固定された書かれたテクストの演者であって、創造的な口承詩人ではなかったと主張し、この説は近年の学者の一部にも受け入れられている）。口承叙事詩の作り手たちがどの程度まで専門的な職業であったのかすらも分かっていない。ペーミオスとデーモドコスは、『オデュッセイア』において、叙事詩のみならずそれ以外の題材も歌う記述がなされている。
しかしながら、「アオイドス」という職業が存在したことは間違いない。『オデュッセウス』の登場人物エウマイオスは、歌い手（アオイドイ）、癒し手、予言者、職人は客として歓迎されるであろうが、乞食はそうではないと述べている。ホメーロスによって描かれた世界の外でも、ヘーシオドスが職業的な嫉妬に関する諺という形でこれに似たリストを示している――
| 「                                     | 陶工は陶工を、大工は大工を憎む。乞食は乞食に、歌い手は歌い手に嫉妬する。 | 」 |
| —ヘーシオドス（『仕事と日』25-26より） |                                                                          |    |

『イーリアス』と『オデュッセイア』によれば、歌い手たちはムーサたちから霊感を得たのだという。ヘーシオドスは、自身がヘリコン山で羊の番をしていた時にムーサたちに招かれ霊感を授けられ、それによって過去だけでなく未来についても歌うことができるようになったのだと語っている。『イーリアス』におけるタミュリスに関する逸話は、ムーサたちが一度与えたものを取り戻すこともあるのだと示している。他の諸文化でも見られることがあるように、時として盲人が歌い手となることがあった――『オデュッセイア』に登場するデーモドコスは盲目であり、『イーリアス』と『オデュッセイア』の伝説的な創造者であるホメーロスもしばしば盲目であったとされた。
アオイドスたちの歌の聴き手はジャンルや状況によってまちまちである（先述のリストを参照）。『イーリアス』によれば、女たちがラメントに参加し、時として先導した。サッポーの詩の多くは女たちに宛てられており、女性の聴き手を想定していたもののようである。物語詩（叙事詩）に関しては、聴き手は純粋に男性だけであったと言われることがある。これは誇張である（『オデュッセウス』で、ペーネロペーが歌を聞き、また遮る場面がある）が、初期ギリシアでは女性は表に出なかったので、概ねは当たっているのであろう。

## アオイドスたちと、『イーリアス』『オデュッセイア』の創造
口承の比較研究により、『イーリアス』と『オデュッセイア』（およびヘーシオドスの作品）は口承叙事詩の伝統から生まれたものであると示された。口頭による物語の伝統では、正確なテクストの伝達ということはありえない。物語は世代から世代へと、吟遊詩人たちによって伝えられるのであり、吟遊詩人たちは膨大な詩行を記憶する補助として決まり文句を利用した。これらの詩人が初期のギリシアの口承叙事詩の伝統の運び手であったが、彼らについてはほとんど知られていない。筆記が行われたのがいつであったにせよ（紀元前750-600年頃と見る見解が一番多い）、同時代でそれを知っていたかもしれない詩人や作家たちはこのことに気付かなかったし、件の詩人（たち）の名前を記録することもなかった。古典ギリシアの情報源によれば、ホメーロスは2つの叙事詩が書き留められた時よりずっと前の時代の人物であった。